# Karnead
Karnead (starogrško Καρνεάδης: Karneádes, latinsko Carneades), grški učenjak in filozof, * 213 pr. n. št., Kirena, † 129 pr. n. št., Atene. 
Karnead je bil pristaš Platonovega skepticizma. Velja za ustanovitelja t. i. Srednje Akademije. S pravo grško bistroumnostjo je zamajal astrološke temelje.
Prvi je postavil neugodna vprašanja. Vprašal je: ali so res vsi tisti, ki so v istem boju padli v vojni, rojeni pod enakim ozvezdjem, ki bi povzročilo njihovo smrt. Poskušal je nadalje dokazati, da imajo ljudje rojeni na istem mestu in isti čas različno usodo. Njegov glas je ostal glas vpijočega v puščavi.
Zanimiv in še danes aktualen je na primer govor, ki ga je imel leta 155 pr. n. št. v rimskem senatu. V dva dni trajajočem govoru je med drugim izjavil, da bi po pravici Rimljani morali povrniti zasedene dežele premaganim narodom in se vrniti domov, kar bi pa bilo neumno - in to je dokaz o nemogočnosti usklajevanja pravice z modrostjo. Zaradi teh in podobnih, sicer globokih, filozofij, ki pa ne morejo imeti praktične uporabe, je bil Karnead uvrščen med manjše filozofe in dolgo nepoznan. Pogosto se celo citira kot primer popolnoma neznane osebe, ki se sili v ospredje javnosti.